# Oberwinkleria
Oberwinkleria är ett släkte av svampar. Oberwinkleria ingår i familjen Tilletiaceae, ordningen Tilletiales, klassen Exobasidiomycetes, divisionen basidiesvampar och riket svampar.
|               | Tilletia                                |
|               |                                         |
|               | Neovossia                               |
|               |                                         |
|               | Conidiosporomyces                       |
|               |                                         |
|               | Erratomyces                             |
|               |                                         |
|               | Ingoldiomyces                           |
|               |                                         |
| Oberwinkleria | \| \| Oberwinkleria anulata \| \| \| \| |
|               | \| \| Oberwinkleria anulata \| \| \| \| |
|               | Oberwinkleria anulata                   |
|               |                                         |

|  | Oberwinkleria anulata |
|  |                       |